# Ignaz Semmelweis
Ignaz Philipp Semmelweis (en húngaro: Semmelweis Ignác Fülöp; Buda, actual Budapest; 1 de julio de 1818-Oberdöbling, actual Viena; 13 de agosto de 1865) fue un médico cirujano y obstetra en el Imperio austríaco. Su familia de habla alemana residió en la Tierra de la Corona del Reino de Hungría. Es conocido popularmente como el «salvador de madres», pues descubrió que la incidencia de la sepsis puerperal o fiebre puerperal (también conocida como «fiebre del parto») podía ser disminuida drásticamente usando desinfección de las manos en las clínicas obstétricas. Es considerado como el creador de los procedimientos antisépticos.
La fiebre puerperal a mediados del siglo XIX tenía un desenlace frecuentemente fatal, provocando la muerte de un 10-35 % de las parturientas. Semmelweis, en el año 1847, propuso lavarse cuidadosamente las manos con una solución de hipoclorito cálcico cuando él trabajaba en la Primera Clínica Obstétrica (Clínica I) del Hospital General de Viena (Allgemeines Krankenhaus der Stadt Wien) donde la mortalidad entre las pacientes hospitalizadas en la sala atendida por obstetras (Clínica I) era de tres a cinco veces más alta que en la sala atendida por matronas (Clínica II).
Semmelweis publicó su obra seminal De la etiología, el concepto y la profilaxis de la fiebre puerperal («Die Aetiologie, der Begriff, und die Prophylexis des Kindbettfiebers») en 1861, describiendo su investigación y proponiendo medidas para controlar la fiebre puerperal. A pesar de varias publicaciones difundiendo sus resultados y demostrando que el lavado profundo de las manos de los obstetras reducía significativamente la mortalidad por fiebre puerperal a menos del 1 %, las observaciones de Semmelweis entraban en conflicto con la opinión médica establecida en su tiempo y sus ideas fueron rechazadas. Algunos médicos se sintieron ultrajados por la sugerencia de que ellos eran responsables de la muerte de las embarazadas por no lavarse adecuadamente las manos antes de atender a sus pacientes. A ello se añadió el que Semmelweis no fue capaz de proporcionar una explicación satisfactoria para sus propuestas. 
Después de abandonar Viena y ejercer como profesor de obstetricia en Budapest, Semmelweis fue ingresado en una institución mental donde murió a las dos semanas, a la edad de 47 años, de un proceso séptico causado probablemente por una paliza de sus guardias, cuando trató de escapar de esa institución mental. 
Las recomendaciones de Semmelweis solo fueron aceptadas después de su muerte, cuando Louis Pasteur confirmó la teoría de los gérmenes como causantes de las infecciones y Joseph Lister, siguiendo las investigaciones de Pasteur, implementó el uso de los métodos de asepsia y antisepsia en cirugía.

## Biografía

### Familia e infancia

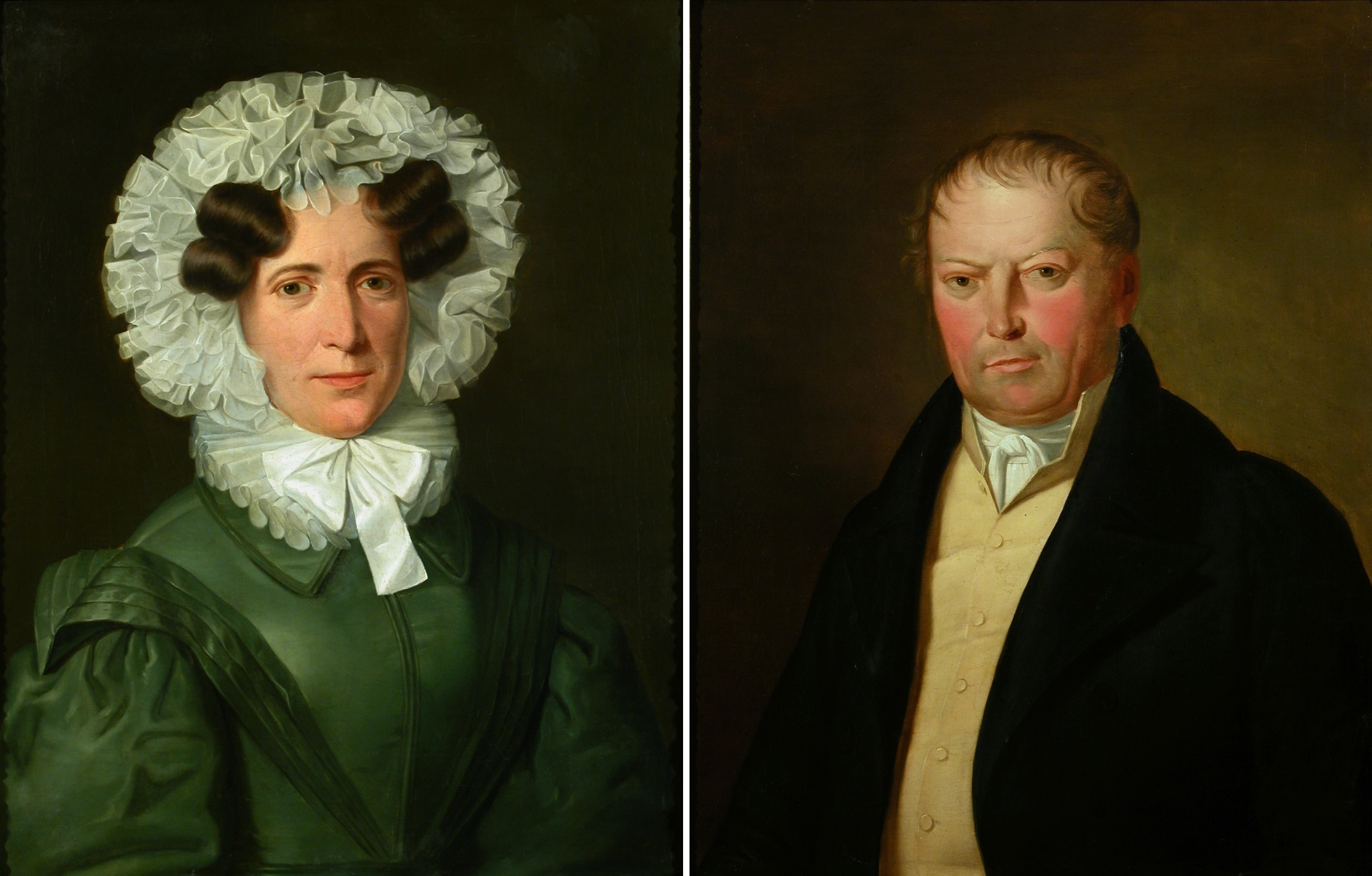
Teresa Müller y Josef Semmelweis, padres de Ignaz Semmelweis

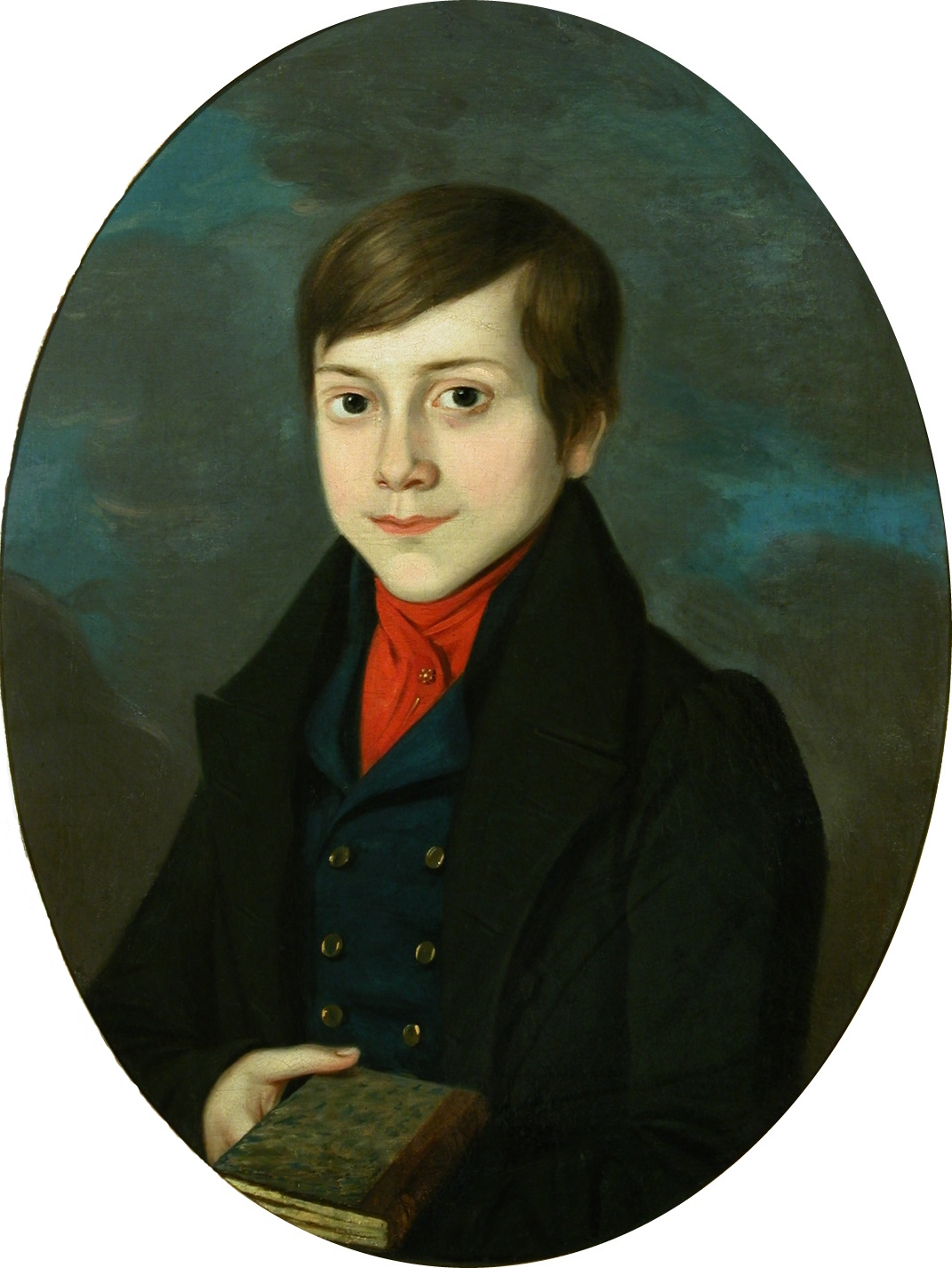
Ignaz Semmelweis en su niñez, 1830

Semmelweis nació el 1 de julio de 1818 en Taban (un barrio de Buda que actualmente forma parte de Budapest, Hungría). Fue el quinto de los 10 hijos de una próspera familia de comerciantes de alimentos de los alemanes de Hungría Josef Semmelweis y Teresa Müller.
Su padre, de habla alemana, había nacido en Kismarton (actualmente Eisenstadt, Austria), entonces parte de la Tierra de Corona del Reino de Hungría que, a su vez, formaba parte del Imperio austríaco. Josef fue autorizado a abrir una tienda en Buda en 1806 y en el mismo año abrió un almacén al por mayor de especias y productos generales llamado Zum Weißen Elefanten (Elefante Blanco). En la sede de la compañía y domicilio del matrimonio Semmelweis se encuentra actualmente el Museo Semmelweis de Historia de la Medicina. Ya en 1810 Josef Semmelweis era un hombre rico, quien además se casó con Teresia Müller, hija de un constructor de carruajes (Fülöp Müller).
Comenzó estudiando derecho en la Universidad de Viena en 1837, pero en 1838 cambió a medicina (se ha indicado que después de asistir a la demostración de una necropsia efectuada por el profesor Rokitansky). Semmelweis terminó su doctorado en medicina en 1844. Entre sus profesores estaban Carl von Rokitansky, Josef Škoda y Ferdinand Ritter von Hebra. Más tarde (1846), tras intentar infructuosamente obtener un puesto como internista decidió especializarse en obstetricia y aceptó un puesto como médico ayudante en la Primera Clínica Obstétrica (Clínica I) del Hospital Maternal de Viena, dirigida por el profesor Johann Klein.

### Contexto médico histórico
Los últimos años del siglo XIX son de gran trascendencia en el desarrollo de la medicina contemporánea. Además de Škoda, Rokitansky y Hebra, despunta la figura de Rudolf Virchow, quién comenzó a desarrollar las disciplinas de higiene y medicina social, orígenes de la medicina preventiva actual. Es el mismo Virchow el que postula la teoría de Omnia cellula ex cellula (toda célula proviene de otra célula) y explica los organismos vivos como estructuras formadas por células. En 1848 Claude Bernard descubre la primera enzima (lipasa pancreática). Ese año comienza a emplearse el éter para sedar a los pacientes antes de la cirugía, y a finales de este siglo Louis Pasteur, Robert Koch y Joseph Lister demostrarán inequívocamente la naturaleza etiológica de los procesos infecciosos.

#### Antecedentes de la fiebre puerperal
El primer uso de la palabra ginecología figura en un texto escrito por el profesor Johann Peter Lotichius de la Universidad de Rinteln (Alemania) en 1630. Este texto trataba sobre la naturaleza de la mujer y se tituló Gynaicologia, apareciendo el cambio de acepción al actual significado del término hacia 1730 y fundamentalmente a principios del siglo XIX
A finales del siglo XVIII comienza a extenderse la hipótesis de las «miasmas» como causa de las infecciones, incluida la sepsis puerperal, pero hasta 1795 no se comienzan a publicar estudios recomendando medidas higiénicas como el lavado de manos antes de atender nuevos partos tras asistir a enfermas afectadas de esta fiebre puerperal y la utilización de antisépticos antes de reutilizar el instrumental. En 1773 Charles White (1728-1813), de Mánchester escribió la obra «Treatise on the Management of Pregnant and Lying-in Women», en el que recomendó para combatir la fiebre puerperal limpieza extremada y buena ventilación.
Alexander Gordon (1752-1799), médico de Aberdeen, fue el primero que demostró la naturaleza contagiosa de la fiebre puerperal vehiculada por las manos de médicos y matronas. Gordon publicó en 1795 su obra «A Treatise of Epidemical Puerperal Fever of Aberdeen». Gordon reconoció incluso la relación entre las epidemias de erisipela y fiebre puerperal y pensó que eran enfermedades simultáneas.
LJ Boër (antecesor de Klein como director de la Maternidad de Viena, Klein sustituyó a Boër en enero de 1823) a comienzos del siglo XIX, comenzó a aplicar en la maternidad de Viena normas similares a las indicadas por Gordon, consiguiendo reducir la mortalidad materna hasta el 0,9 %. Su sucesor, el doctor Klein, dejará de aplicarlas, y la mortalidad subió hasta el 29,3 %, una de cada tres mujeres atendidas durante el parto en esa maternidad morían tras el alumbramiento.

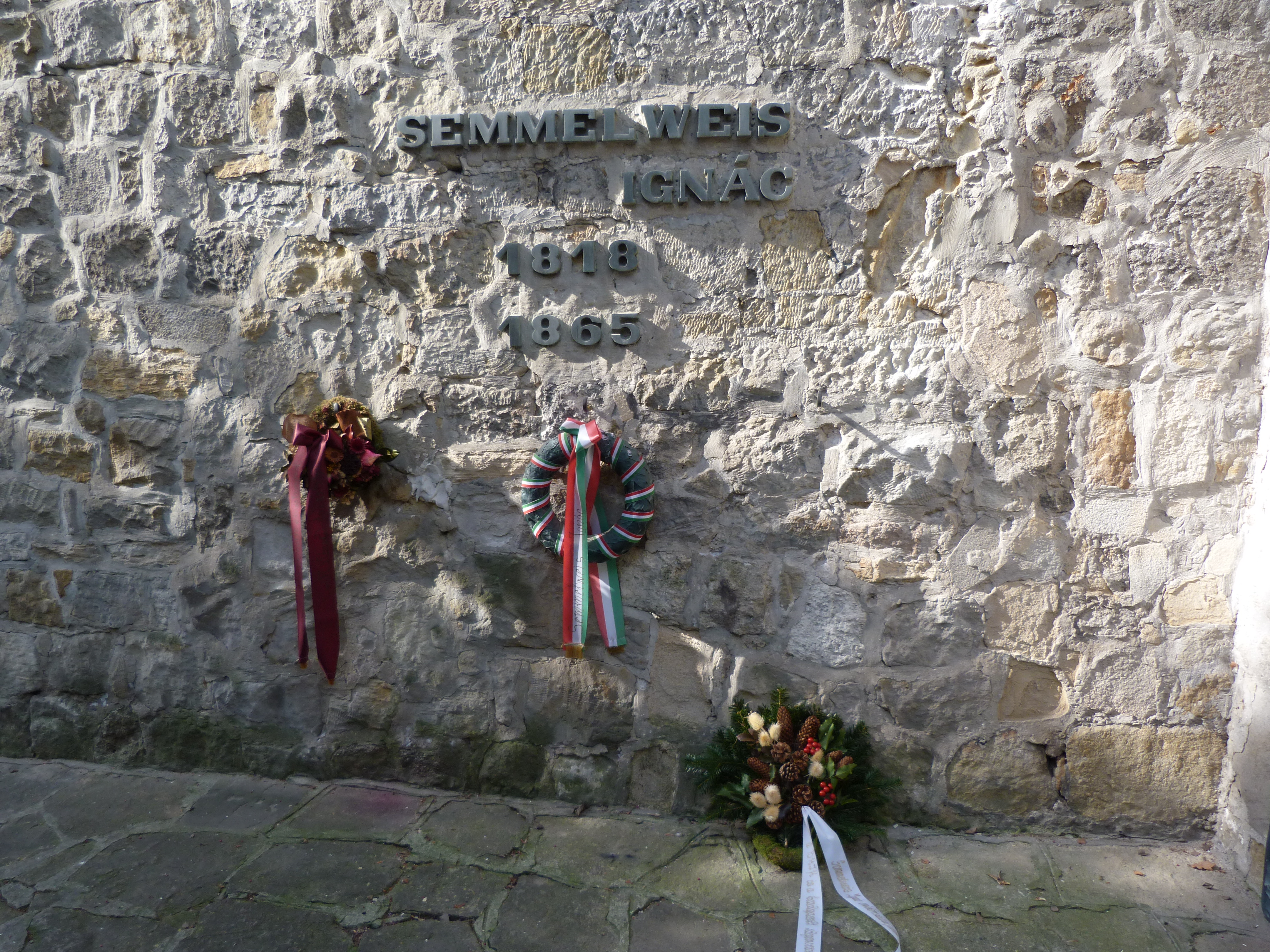
Tumba de Semmelweis en el museo Semmelweis en Budapest

Oliver Wendell Holmes (1809-1894) fue un médico de USA nacido en Cambridge, Massachusetts. En 1843, Holmes publicó «La Contagiosidad de la Fiebre Puerperal (The Contagiousness of puerperal fever)» donde señalaba, en contra de la creencia popular, que la causa de la fiebre puerperal era el contagio entre las pacientes transmitido por sus médicos. donde recomienda expresamente que «un médico dedicado a atender partos debe abstenerse de participar en necropsias de mujeres fallecidas por fiebre puerperal, y si lo hiciera deberá lavarse cuidadosamente, cambiar toda su ropa, y esperar al menos 24 h antes de atender un parto». El estamento médico oficial, sin embargo, no aceptó estas conclusiones, y los dos obstetras estadounidenses más importantes de la época (HL Hodge y CD Meigs) ridiculizaron, menospreciaron y rechazaron públicamente las teorías de Holmes sobre la contagiosidad de la fiebre puerperal.

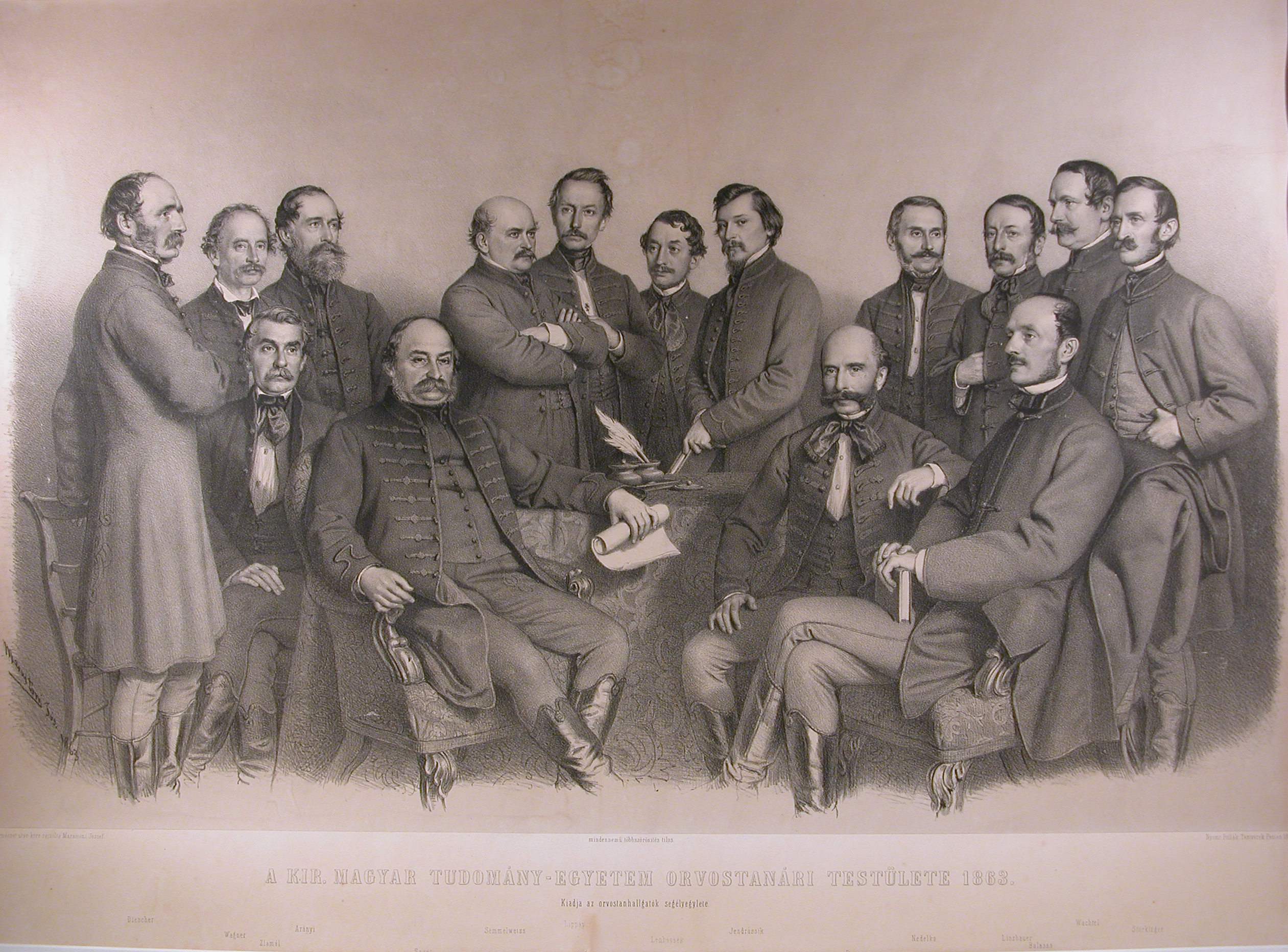
Profesores de la facultad de medicina de Pest, 1863. Semmelweis está detrás con los brazos cruzados.

### Descubrimiento de las partículas cadavéricas (veneno cadavérico)
Semmelweis fue contratado en julio de 1846 como médico ayudante (asistente al profesor Klein) en la Clínica Primera del Hospital General de Viena. Sus obligaciones, en general, eran examinar a los pacientes cada mañana para preparar las visitas a sala del profesor, supervisar los partos difíciles, dar clase a los estudiantes de obstetricia y mantener los archivos e historias clínicas.
En el siglo XIX se establecieron hospitales maternales en toda Europa para resolver los problemas de infanticidio de los hijos ilegítimos. Estos hospitales se crearon como instituciones gratuitas y adicionalmente ofrecían cuidados para los recién nacidos que los hacían atractivos para las mujeres más pobres incluyendo prostitutas. En compensación por la asistencia gratuita las mujeres podían ser estudiadas y aceptaban ser sujeto de prácticas por los estudiantes de medicina y matronas.
En la Maternidad del Hospital de Viena existían dos clínicas. La Clínica Primera en que la tasa de mortalidad por fiebre puerperal era aproximadamente de un 10% (con amplias fluctuaciones) y la Clínica Segunda donde la mortalidad era mucho más baja, menos del 4%. Este hecho era conocido fuera del hospital y dado que la admisión en una u otra clínica se hacía en días alternos, las mujeres intentaban ser admitidas en la Clínica Segunda debido a la mala reputación de la Clínica Primera. Semmelweis hace referencia a mujeres desesperadas implorando de rodillas no ser admitidas en la Clínica Primera. Algunas mujeres preferían dar a luz en la calle, diciendo que el parto había sido imprevisto y habían dado a luz en el camino al hospital (partos callejeros), pues ello les daba derecho a beneficios por maternidad sin haber tenido que dar a luz en la clínica.
Semmelweis estaba intrigado por el hecho de que la fiebre puerperal era infrecuente en las mujeres que daban a luz "en camino" del hospital, y no se explicaba la causa de que estas mujeres que daban a luz fuera del hospital parecían estar protegidas frente a la fiebre puerperal. Así mismo, tampoco comprendía por qué las mujeres que daban a luz en la Clínica Primera sufrían una tasa de mortalidad mucho más alta que las que daban a luz en la Clínica Segunda, dado que en ambas se usaban los mismos procedimientos de asistencia.
Entonces Semmelweis comenzó un meticuloso proceso de eliminación de las posibles diferencias de procedimiento entre ambas clínicas, incluyendo las prácticas religiosas. La gran diferencia que encontró fue el tipo de personal que trabajaba en ellas. La Clínica Primera era donde practicaban los estudiantes de medicina, mientras que la Clínica Segunda estaba destinada desde 1841 a la enseñanza de matronas (anteriormente estudiantes de medicina y matronas hacían prácticas en ambas clínicas).
|       | Clínica Primera (estudiantes de medicina) | Clínica Primera (estudiantes de medicina) | Clínica Primera (estudiantes de medicina) |  | Clínica Segunda (matronas) | Clínica Segunda (matronas) | Clínica Segunda (matronas) |
| Año   | Nacimientos                               | Muertes                                   | Mortalidad (%)                            |  | Nacimientos                | Muertes                    | Mortalidad (%)             |
| 1841  | 3036                                      | 237                                       | 7,8                                       |  | 2442                       | 86                         | 3,5                        |
| 1842  | 3287                                      | 518                                       | 15,8                                      |  | 2659                       | 202                        | 7,6                        |
| 1843  | 3060                                      | 274                                       | 9,0                                       |  | 2739                       | 164                        | 6,0                        |
| 1844  | 3157                                      | 260                                       | 8,2                                       |  | 2956                       | 68                         | 2,3                        |
| 1845  | 3492                                      | 241                                       | 6,9                                       |  | 3241                       | 66                         | 2,0                        |
| 1846  | 4010                                      | 459                                       | 11,4                                      |  | 3754                       | 105                        | 2,8                        |
| Total | 20 042                                    | 1989                                      | 9,92                                      |  | 17 991                     | 691                        | 3,38                       |

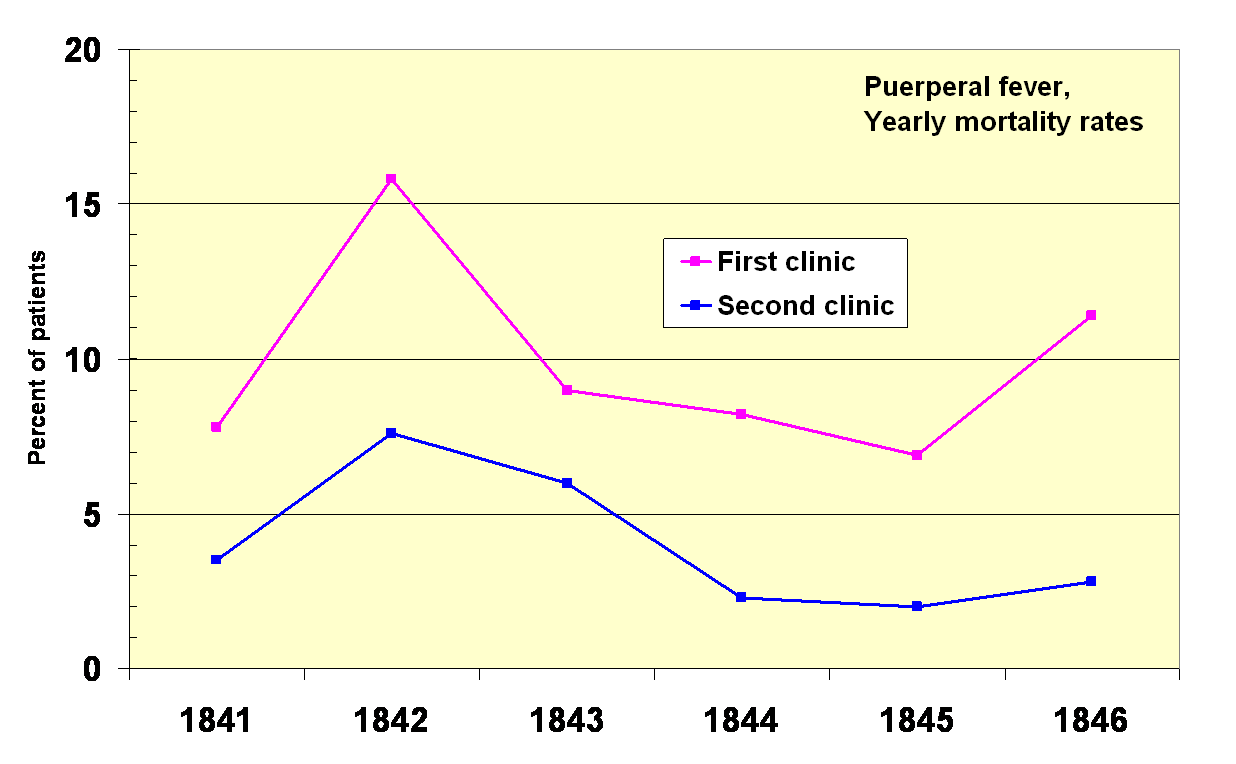
Fiebre puerperal, tasas de mortalidad (%) en la Primera y Segunda Clínica (1841-1846) del Hospital General de Viena. La Clínica Primera sufría una tasa de mortalidad superior.

Semmelweis descartó como causas del exceso de mortalidad en la Clínica Primera el hacinamiento (la Clínica Segunda estaba siempre más concurrida que la Clínica Primera), la influencia del clima (influencias atmosférico-cósmico-terrestres o telúricas), dado que eran idénticas para ambas clínicas, miedo, influencia emocional ante las múltiples visitas del sacerdote tocando la campanilla para administrar los últimos sacramentos y ofensas a la modestia de las pacientes causadas por los estudiantes varones. A pesar de examinar cuidadosamente todas estas "posibles" causas de la diferencia en mortalidad Semmelweis fue incapaz de encontrar la causa que la explicase.
En marzo de 1847 ocurrió un hecho decisivo para Semmelweis, la muerte de su amigo el profesor (de medicina forense) Jakob Kolletschka. Su muerte ocurrió cuando Semmelweis se encontraba fuera de Viena en viaje turístico a Venecia. La muerte de Kolletschka fue consecuencia de una picadura anatómica al cortarse en un dedo con el mismo bisturí con que estaba realizando una autopsia.
La autopsia de Kolletschka mostró alteraciones patológicas similares a las que se encontraban en las mujeres que fallecían de fiebre puerperal, lo que llevó a Semmelweis a la conclusión de que la enfermedad que había provocado su muerte era idéntica a la que causaba la muerte de tantas parturientas y a proponer una conexión entre la contaminación cadavérica y la fiebre puerperal.
Semmelweis concluyó que los estudiantes transportaban partículas cadavéricas en sus manos, adquiridas en las autopsias que habían realizado antes de examinar a las pacientes de la Clínica Primera. Los exámenes a las parturientas se realizaban después de lavarse las manos con agua y jabón (o incluso sin lavarse las manos) pero el olor a putrefacción persistía en las manos de los estudiantes y médicos aún después de lavarse. Esto explicaba por qué las estudiantes de matrona que cuidaban a las enfermas en la Clínica Segunda, que no realizaban autopsias y no tenían contacto con cadáveres y no transportaban en sus manos partículas cadavéricas, no contaminaban a las parturientas.
Cuando Semmelweis descubrió la conexión entre la transmisión de las partículas cadavéricas y la fiebre puerperal la teoría de la infección causada por gérmenes aún no se había desarrollado. Semmelweis se dio cuenta de que el simple lavado con jabón no eliminaba completamente el olor a "cadáver" de las manos de estudiantes y médicos y por tanto no eliminaba las partículas cadavéricas. Por ello instituyó una política de inmersión de las manos de estudiantes y médicos en una solución de hipoclorito cálcico entre la realización de autopsias y el examen de las parturientas. La inmersión de las manos en hipoclorito debía prolongarse hasta que el olor a cadáver desapareciera, como muestra de la destrucción de las partículas cadavéricas, impidiendo la transmisión de este material a las parturientas.
El resultado de la aplicación de esta técnica de lavado antiséptico de Semmelweis fue un descenso de la mortalidad por fiebre puerperal en la Clínica Primera de un 90%, obteniendo tasas comparables a las de la Clínica Segunda.
La tasa de mortalidad en la Clínica Primera en abril de 1847 era del 18.3%, después de la adopción del lavado de manos antiséptico (mediados de mayo de 1847) bajó en junio al 2,2%, en julio al 1,2% y en agosto al 0,9%, y por primera vez desde la introducción de la enseñanza anatómicamente orientada de la medicina (con realización de autopsias por médicos y estudiantes) fue cero durante dos meses después de la adopción de las medidas antisépticas de Semmelweis.

### Semmelweis y la infección neonatal de transmisión vertical

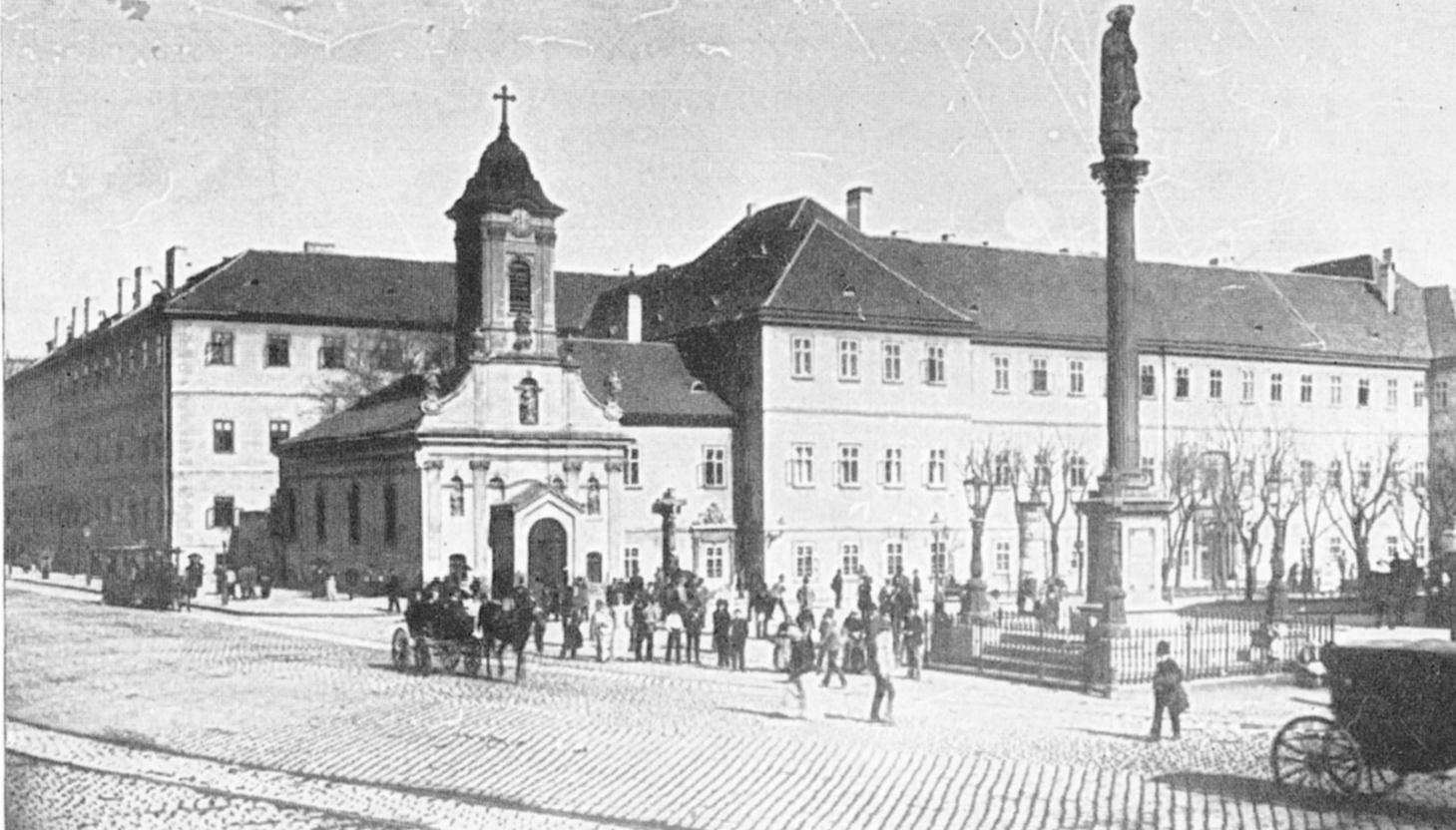
Hospital St. Rochus, Budapest

Semmelweis fue el primer médico que describió la infección neonatal de transmisión vertical. Semmelweis observó que cuando una mujer moría de fiebre puerperal después de dar a luz, sus recién nacidos a veces desarrollaban y morían de una fiebre de características similares a la que había ocasionado la muerte de su madre y concluyó que las partículas infecciosas cadavéricas habían sido trasmitidas de la madre al recién nacido.

### Esfuerzos de Semmelweis para reducir la fiebre puerperal
Semmelweis demostró que la fiebre puerperal (o fiebre del parto) era contagiosa y que su incidencia podía reducirse drásticamente usando una técnica adecuada (antiséptica) de lavado de manos por el personal que atendía a las parturientas. Su descubrimiento se efectuó en 1847 mientras trabajaba como obstetra en el Hospital Maternal de la Universidad de Viena. Sin embargo, Semmelweis no fue capaz de convencer a sus colegas y ello condujo a un trágico desenlace.
Mientras trabajaba como ayudante del profesor Klein en la clínica maternal del Hospital de Viena en 1847, Semmelweis introdujo el uso del lavado de manos con una solución de hipoclorito cálcico para los médicos y estudiantes que habían realizado autopsias. Esta práctica redujo la frecuencia de fiebre puerperal desde un 10% de media (5 al 30%) a un 1-2%.
En aquellos años las enfermedades eran atribuidas a muchas causas independientes. Cada caso era considerado único, de la misma manera que cada persona es única. La hipótesis de Semmelweis de que solo existía una causa, la suciedad (partículas cadavéricas), y que lo que importaba era la limpieza, extraña en aquellos años, y fue ampliamente ignorada, rechazada e incluso ridiculizada.
Semmelweis fue despedido del hospital y despreciado por la comunidad médica de Viena. Finalmente se trasladó a Budapest, y sintiéndose ultrajado y despreciado por la indiferencia de sus colegas comenzó a escribir duras y airadas cartas a los obstetras más importantes de Europa denunciándolos como asesinos irresponsables.
Sus contemporáneos, incluyendo su esposa, pensaron que estaba perdiendo la cabeza y en 1865, casi veinte años después de su descubrimiento, fue internado en una institución para enfermos mentales, donde murió por una septicemia, posiblemente resultado de una paliza propinada por los guardias.
Las ideas de Semmelweis fueron aceptadas al cabo de años de su muerte, cuando Louis Pasteur desarrolló la teoría de los gérmenes como causantes de las infecciones, ofreciendo la explicación teórica de los hallazgos de Semmelweis, que es considerado hoy como el pionero de los procedimientos antisépticos.

### Conflicto con la opinión médica establecida en su tiempo

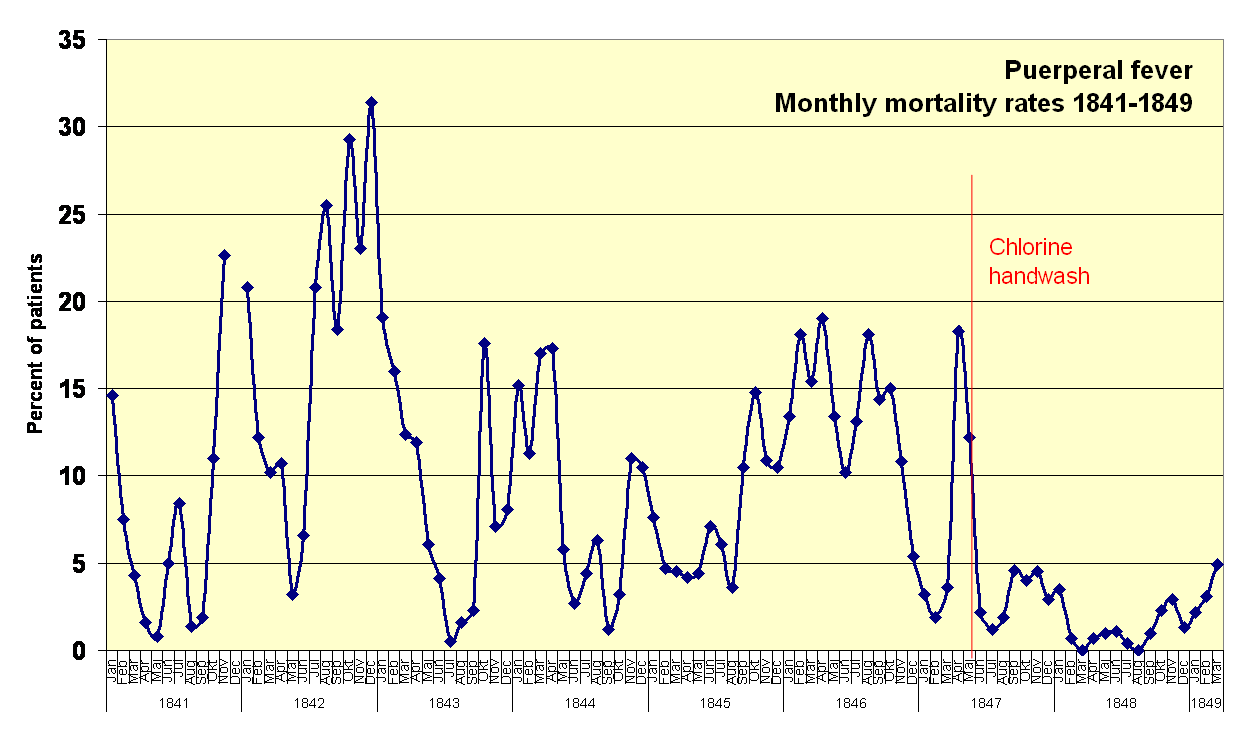
Mortalidad mensual por fiebre puerperal en la Clínica Primera en el Hospital Maternal de Viena. La mortalidad descendió marcadamente cuando Semmelweis instauró el lavado de manos con hipoclorito en 1847.

Las observaciones de Semmelweis no se adaptaban a las opiniones médicas y científicas de su tiempo. La teoría de las enfermedades estaba muy influida por la idea del desequilibrio de los cuatro humores básicos en el cuerpo (sangre, bilis, linfa y flema), conocida como discrasia, para la que el tratamiento principal era el sangrado. Los tratados de medicina enfatizaban que cada caso de enfermedad era único y resultado de un desequilibrio personal, y la principal dificultad de la profesión médica era establecer exactamente la situación única de cada paciente caso por caso.
Los hallazgos en las autopsias de las mujeres fallecidas de fiebre puerperal también mostraban multitud de signos físicos, que parecían indicar que la fiebre puerperal no era un único proceso sino muchas enfermedades diferentes que aún no se habían identificado. El descubrimiento fundamental de Semmelweis indicando que todos los casos de fiebre puerperal eran causados por falta de limpieza fue inaceptable en aquella época.
Su descubrimiento también colisionaba con la teoría convencional de que las enfermedades se propagaban por el «aire malsano», también conocido como miasmas o más vagamente como «desfavorables influencias atmosférico-cósmico-terrestres», por ello la idea fundamental de Semmelweis era contraria a todo el conocimiento médico establecido. Por eso sus ideas fueron rechazadas por la comunidad médica. Quizás también intervinieran otros factores, como el que algunos médicos se ofendían con la sugerencia de que debían lavarse (desinfectarse) las manos, con el sentimiento de que el estatus de un caballero era contrario al pensamiento de que sus manos podían estar sucias.
Como se ha indicado, las ideas de Semmelweis parecían no tener base científica, pues no podía ofrecer una explicación razonable a su descubrimiento. La explicación solo fue posible años más tarde, cuando la teoría de los gérmenes fue desarrollada por Louis Pasteur.
Durante 1848 Semmelweis amplió el marco de su protocolo, incluyendo todo el instrumental que se ponía en contacto con las pacientes durante el parto, y empleó el estudio de las series de tasas de mortalidad para documentar su éxito en eliminar la casi totalidad de casos de fiebre puerperal en las salas del hospital.

### Publicación de sus resultados y primeros problemas
A finales de 1847 comenzaron a conocerse los resultados de Semmelweis en toda Europa. Semmelweis escribió cartas a los directores de varias maternidades importantes describiendo sus observaciones. Ferdinand von Hebra (editor de una importante revista médica austriaca[¿cuál?]) anunció el descubrimiento de Semmelweis en diciembre de 1847 y abril de 1848 en su revista. Hebra declaró que el trabajo de Semmelweis tenía una importancia parecida a la introducción de la vacuna contra la viruela por Edward Jenner.

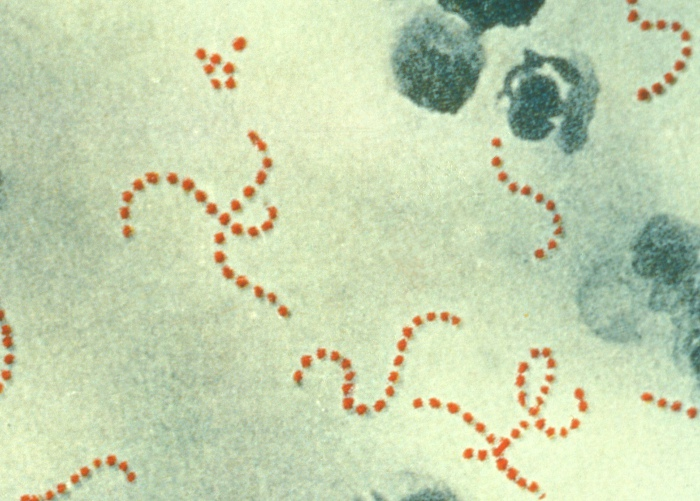
Streptococcus pyogenes (esferas teñidas de rojo) era responsable de la mayoría de los casos de fiebre puerperal. Esta bacteria se encuentra en la garganta y nasofaringe de muchas personas sanas (portadores sanos).

A finales de 1848, uno de los antiguos estudiantes de Semmelweis escribió una conferencia explicando el trabajo de Semmelweis. La conferencia fue presentada ante la Real Sociedad de Medicina y Cirugía en Londres y se publicó una revisión en la influyente revista médica Lancet. Unos meses más tarde otro antiguo estudiante de Semmelweis publicó un artículo similar en una revista francesa.
Dado que la información acerca de la gran reducción de las tasas de mortalidad en Viena circuló en Europa, Semmelweis esperaba que su método de lavado con hipoclorito fuese ampliamente adoptado, salvando miles de vidas.
Sin embargo, las primeras reacciones a su trabajo ya mostraban signos de problemas. Algunos médicos claramente habían malinterpretado sus hallazgos. James Young Simpson (1811 – 1870), por ejemplo no observaba diferencias entre las propuestas de Semmelweis y la idea sugerida por el médico británico Oliver Wendell Holmes en 1843, que como se indicó postulaba que la fiebre puerperal era contagiosa (es decir que una persona infectada podía contagiar la infección a otra). Verdaderamente la reacción inicial a los hallazgos de Semmelweis fue opinar que no constituían nada nuevo.
En efecto, Semmelweis avisaba contra toda la materia en putrefacción, no frente a un contagio específico capaz de originar la fiebre puerperal. Este y otros malentendidos ocurrieron en parte porque el trabajo de Semmelweis fue solo conocido a través de informes escritos por su colegas y estudiantes. En este punto crucial, Semmelweis aún no había publicado nada. Estas y otras interpretaciones confusas continuaron obscureciendo su trabajo el resto de la centuria.
Algunos informes indican que Semmelweis se negó a comunicar oficialmente su procedimiento a los círculos médicos de Viena y no quiso explicarlo en una publicación.

### Agitación política y despido del hospital de Viena
En 1848 una serie de tumultos se extendieron por Europa y la agitación política resultante afectó a la carrera de Semmelweis. En Viena, el 13 de marzo de 1848 los estudiantes se manifestaron pidiendo mayores derechos civiles, juicios con jurado y libertad de expresión. Estas manifestaciones estaban dirigidas por estudiantes de medicina y profesores jóvenes de la universidad junto con trabajadores de los suburbios. Dos días más tarde, en Hungría, manifestaciones y revueltas dieron lugar a la revolución húngara de 1848 y a una guerra contra la monarquía de los Habsburgo que reinaba en el Imperio Austriaco. En Viena las manifestaciones de marzo fueron seguidas por meses de intranquilidad.
No hay constancia de que Semmelweis estuviese personalmente implicado en los acontecimientos de 1848. Algunos de sus compañeros fueron castigados por su participación activa en el movimiento independentista y es probable que Semmelweis, como nacido en Hungría, simpatizase con la causa.
El jefe de Semmelweis, el profesor Johann Klein, era un austriaco conservador, probablemente incómodo con los movimientos independentistas, y alarmado por las revoluciones de 1848 en el reino de los Habsburgo probablemente desconfiaba de Semmelweis.
Cuando el contrato de Semmelweis estaba a punto de terminar, Carl Braun también solicitó la plaza de "ayudante" en la Clínica Primera, posiblemente por invitación del propio Klein. Semmelweis y Braun fueron los únicos solicitantes del puesto.
La solicitud de Semmelweis para una prórroga de su contrato fue apoyada por Joseph von Škoda y Carl von Rokitansky y por la mayoría de los miembros de la facultad de medicina, sin embargo, Klein escogió a Braun para el puesto y Semmelweis tuvo que dejar la clínica obstétrica cuando terminó su contrato el 20 de marzo de 1849.
El día en que finalizó su contrato, Semmelweis solicitó a las autoridades de Viena ser nombrado profesor "docente" de obstetricia. Un "docente" era un profesor privado con acceso a algunas facilidades de la universidad.
Al principio y por oposición de Klein la petición de Semmelweis no fue aceptada, Semmelweis volvió a solicitarla y el 10 de octubre de 1850, 18 meses después, fue aceptado como "docente" de obstetricia teórica. El nombramiento no le permitía acceso a cadáveres y limitaba su enseñanza, usando solamente maniquíes de cuero.
Unos días más tarde de ser notificado su nombramiento Semmelweis abandonó repentinamente Viena y volvió a Pest. Aparentemente se marchó sin despedirse de sus amigos y compañeros, lo que probablemente les ofendió. Según su propio relato, dejó Viena porque era incapaz de soportar más frustraciones en el trato con el establishement médico de Viena.

### Vida en Budapest

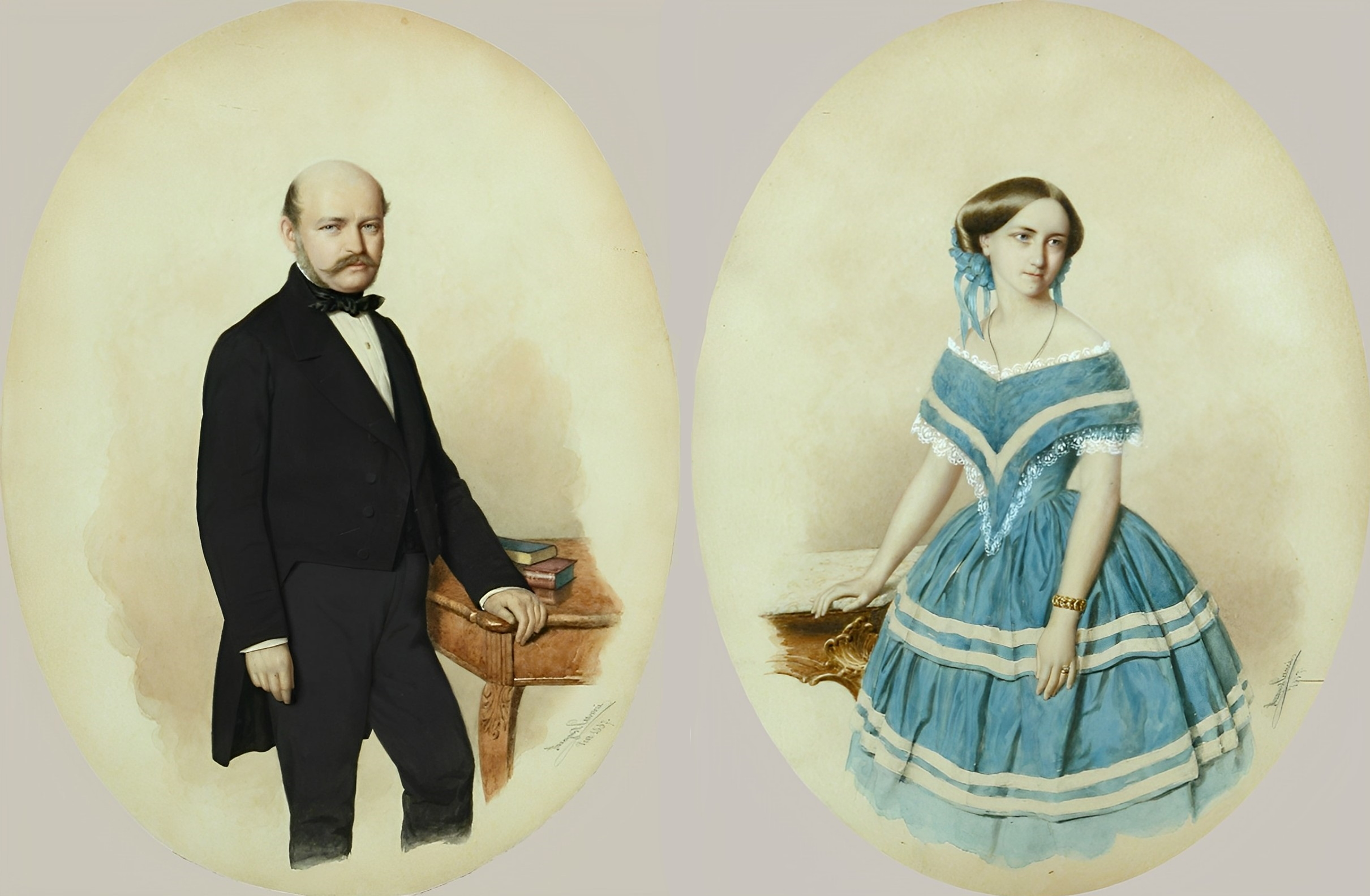
Retrato de boda de Ignaz Semmelweis y Maria Weidenhoffer (1857)

Durante 1848-1849 unos 70.000 soldados del imperio austriaco golpearon el movimiento independentista húngaro, ejecutaron o encarcelaron a sus líderes y en el proceso destruyeron parte de Pest. Por ello Semmelweis, como recién llegado de la Viena de los Habsburgo, no fue calurosamente recibido en Pest. 
El 20 de mayo de 1851 Semmelweis ocupó la plaza no retribuida de médico jefe honorario de la sala de obstetricia del pequeño hospital St. Rochus (San Roque) en Pest. Semmelweis desempeñó este cargo durante seis años, hasta junio de 1857.
En esta época la fiebre puerperal era muy abundante en esta clínica, y en una visita en 1850 (recién llegado de nuevo a Pest) Semmelweis encontró un cadáver reciente, otra paciente agonizando y cuatro más gravemente enfermas de fiebre puerperal. Después de ocupar su plaza en 1851, Semmelweis eliminó virtualmente la enfermedad y durante 1851-1855 solo 8 pacientes de 933 partos (0,85%) fallecieron de fiebre puerperal.
A pesar de este impresionante resultado las ideas de Semmelweis no fueron aceptadas por los obstetras de Budapest. El profesor de obstetricia de la Universidad de Pest, Ede Flórián Birly (1787-1854) nunca aceptó el método de Semmelweis y continuó manteniendo que la fiebre puerperal era causada por suciedad en el intestino y por ello el tratamiento eran purgantes.

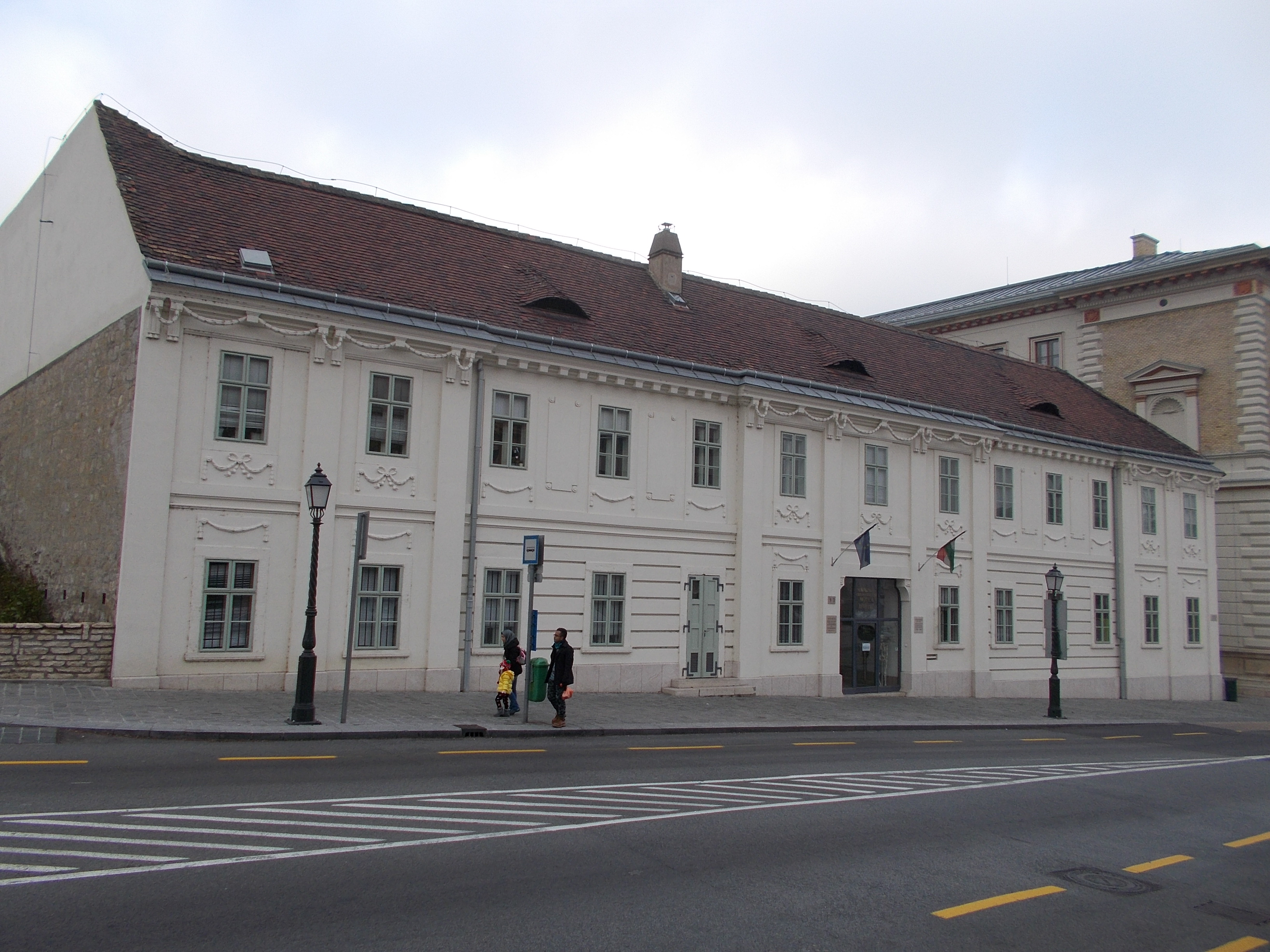
Casa natal de Semmelweis, hoy sede del Museo Semmelweis

Después de la muerte del profesor Birly en 1854, Semmelweis solicitó su puesto, que también fue solicitado por Carl Braun, némesis de Semmelweis y sucesor como "asistente" de Johann Klein en Viena. Aunque Braun recibió más votos de sus colegas húngaros que Semmelweis, este fue escogido por las autoridades austriacas porque Braun no hablaba húngaro. Como profesor de obstetricia, Semmelweis instauró los lavados con hipoclorito en la Unidad Maternal de la Universidad de Pest con impresionantes resultados.
Semmelweis no aceptó una oferta en 1857 para ser profesor de obstetricia en la Universidad de Zúrich. Ese mismo año Semmelweis se casó con Maria Weidenhoffer (1837-1910), hija de un exitoso comerciante de Pest y 19 años más joven que él. Tuvieron cinco hijos: un hijo murió pronto después del nacimiento, una hija murió a los 4 meses, otro hijo se suicidó a los 23 años (posiblemente por deudas de juego), otra hija permaneció soltera y una tercera hija sí tuvo descendencia.

### Respuesta de la comunidad médica contemporánea con Semmelweis
Uno de los primeros en responder a las comunicaciones de Semmelweis fue James Young Simpson que escribió una hiriente carta diciendo que la literatura obstétrica británica debía de ser totalmente desconocida en Viena o Semmelweis no se había enterado de que los británicos habían considerado por largo tiempo la fiebre puerperal como contagiosa y habían empleado lavados con hipoclorito para protegerse de ella.

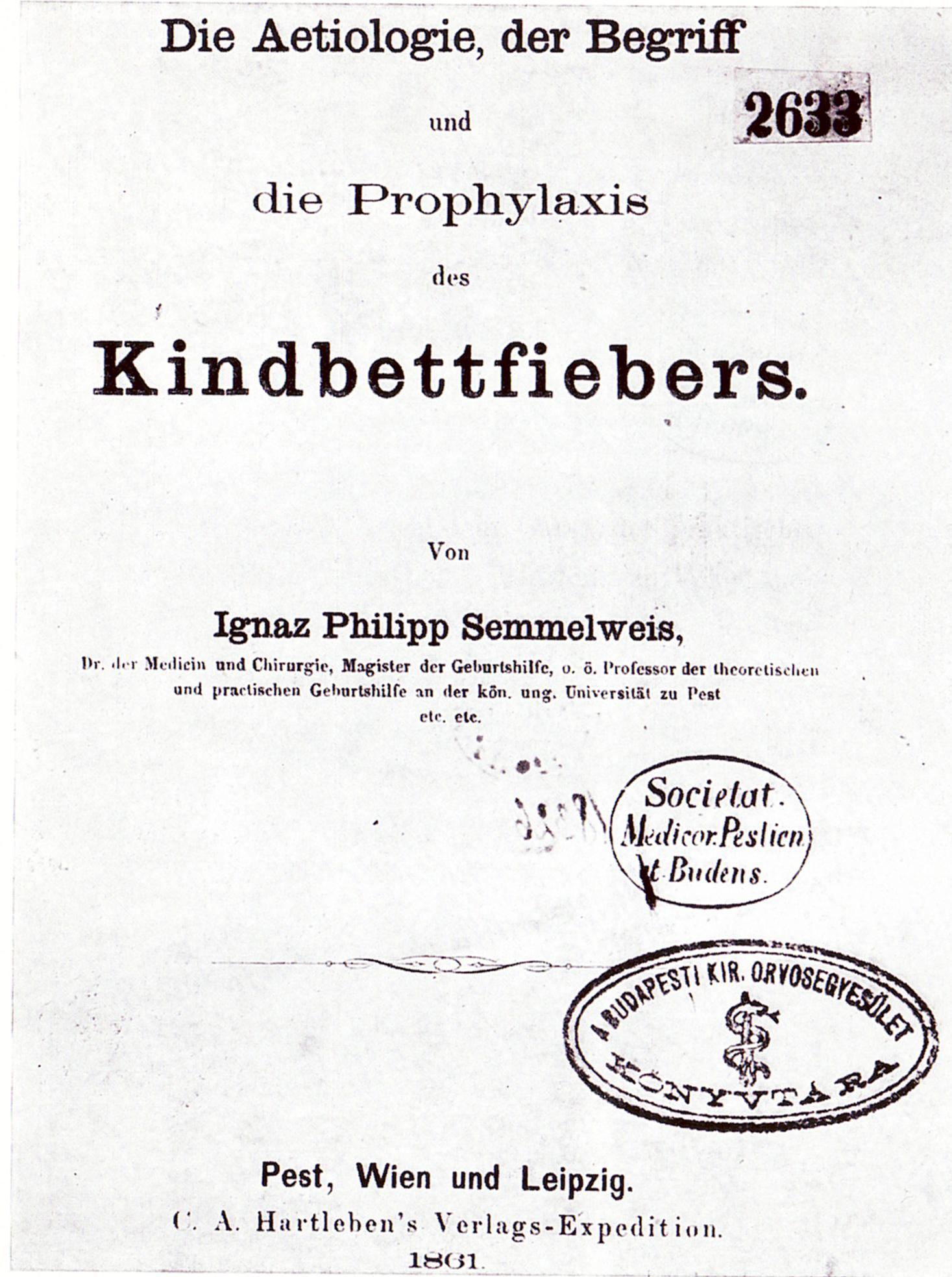
La publicación fundamental de Semmelweis, Die Ätiologie, der Begriff und die Prophylaxis des Kindbettfiebers, 1861 (cubierta)

Sin embargo, el trabajo de Semmelweis fue acogido más favorablemente en el Reino Unido que en el continente, pero fue más veces citado que comprendido. Los británicos uniformemente consideraban a Semmelweis como un seguidor de su teoría del contagio. Un ejemplo típico fue William Tyler Smith, que recalcó que Semmelweis había demostrado convincentemente que las miasmas procedentes de la sala de disección provocaban la fiebre puerperal.
En 1856 el ayudante de Semmelweis, Josef Fleischer, publicó los buenos resultados del lavado de manos en las maternidades de St. Rochus y Pest en la revista "Semanario Médico Vienes" (Wiener Medizinische Wochenschrift). El editor recalcó sarcásticamente que ya era hora de que no se confundiera más al público con la teoría del lavado con hipoclorito.
En 1858 Semmelweis publicó finalmente su propio trabajo en un ensayo titulado «La etiología de la fiebre puerperal». Dos años más tarde publicó un segundo artículo, «La diferencia de opinión entre yo mismo y los médicos ingleses con respecto a la fiebre puerperal». En 1861 Semmelweis finalmente publicó su libro Die Ätiologie, der Begriff und die Prophylaxis des Kindbettfiebers (Etiología, concepto y profilaxis de la fiebre puerperal).
En esta obra Semmelweis se quejaba de la lenta adopción de sus ideas: «En la mayoría de las clases de medicina continúan las clases sobre la fiebre puerperal epidémica con referencias contra mis teorías… La literatura médica en los últimos 12 años continúa pletórica de informes sobre epidemias de fiebre puerperal, y en 1854 en Viena, donde nació mi teoría, 400 parturientas murieron de fiebre puerperal. En los textos de medicina mis enseñanzas son ignoradas o atacadas. La facultad de medicina de Wurzburgo concedió un premio a una monografía escrita en 1859, en la que mis teorías eran rechazadas».
En Berlín el profesor de obstetricia Joseph Hermann Schmidt (1804-1852) aprobó que los estudiantes de medicina tuviesen libre acceso al mortuorio, donde podían practicar mientras esperaban para atender los partos.
En un libro de texto, Carl Braun, sucesor de Semmelweis en la Clínica Primera, identificó 30 casos de fiebre puerperal y solo en el caso 28 se cita como causa la infección cadavérica. Otras causas incluían concepción y embarazo, uremia, presión ejercida por los órganos adyacentes, contracción uterina, trauma emocional, errores en la alimentación, escalofríos, e influencias atmosféricas. Las consecuencias del punto de vista de Braun fueron claramente visibles en el aumento de las tasa de mortalidad en la década de 1850.

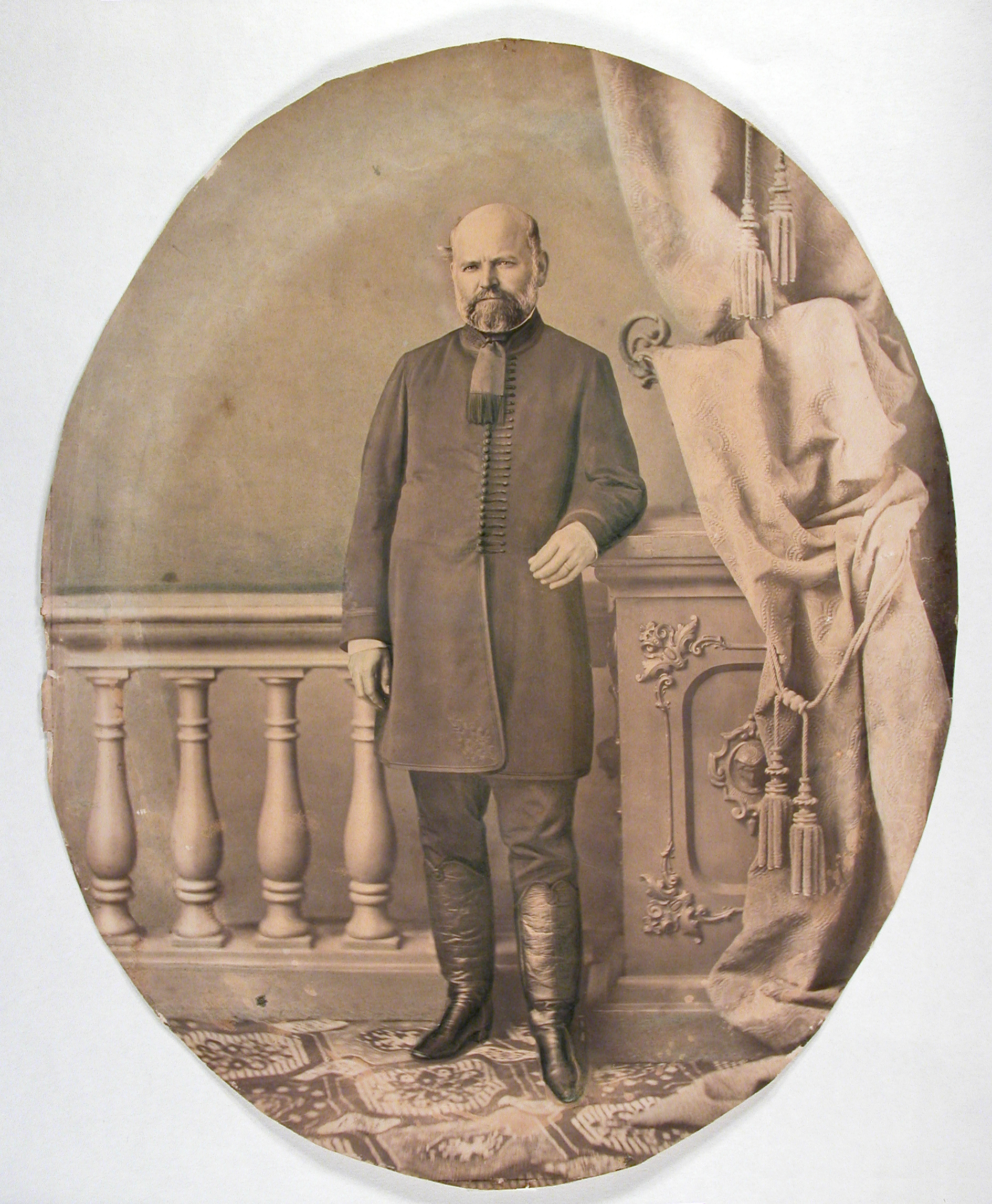
Último retrato de Ignaz Semmelweis, 1863

Ede Flórián Birly (1787-1854, predecesor de Semmelweis como profesor de obstetricia en la Universidad de Pest) nunca aceptó la teoría de Semmelweis y continuó opinando que la fiebre puerperal era debida a falta de limpieza del intestino, El profesor August Breisky (1832-1889, profesor de Obstetricia y Ginecología en Praga) rechazó al principio la obra de Semmelweis como ingenua y se refería a ella como «el Corán de la teoría puerperal». Breisky aducía que Semmelweis no había demostrado que la fiebre puerperal y la piemia (infección purulenta, caracterizada por la formación de numerosos abscesos en distintas partes del cuerpo) fuesen idénticas, e insistía en que otros factores más allá de la materia orgánica en putrefacción habían de ser considerados en la etiología de la enfermedad.
El profesor Carl Edward Marius Levy (1808-1865, jefe de la maternidad del hospital de Copenhague) fue un feroz crítico de las ideas de Semmelweis y tenía reservas acerca de la naturaleza inespecífica de las partículas cadavéricas y que sus cantidades eran razonablemente muy pequeñas «Si el Dr. Semmelweis hubiera limitado su opinión respecto a los cadáveres a los cuerpos puerperales, yo habría sido menos proclive a no considerarlas… Y con el debido respeto a la limpieza de los estudiantes en Viena, parece improbable que suficiente materia o vapor pueda estar atrapado en las uñas para matar un paciente». En efecto, Robert Koch más tarde usó precisamente este hecho para demostrar que el material infeccioso conteniendo organismos vivos puede reproducirse en el cuerpo humano, y ya que el veneno no puede actuar física o químicamente, debe ser biológico.
En un congreso de naturalistas y médicos alemanes la mayoría de los ponentes rechazaron las teorías de Semmelweis, incluido el célebre Rudolf Virchow, la mayor autoridad científica de su época, lo que potencialmente contribuyó a que la teoría de Semmelweis no fuera aceptada en bastante tiempo.
Se ha indicado que la teoría de Semmelweis podría haber tenido una aceptación mucho mayor si Semmelweis hubiese sido capaz de comunicar su descubrimiento más efectivamente y hubiese evitado la confrontación con el establishment médico.

### Deterioro, muerte y olvido

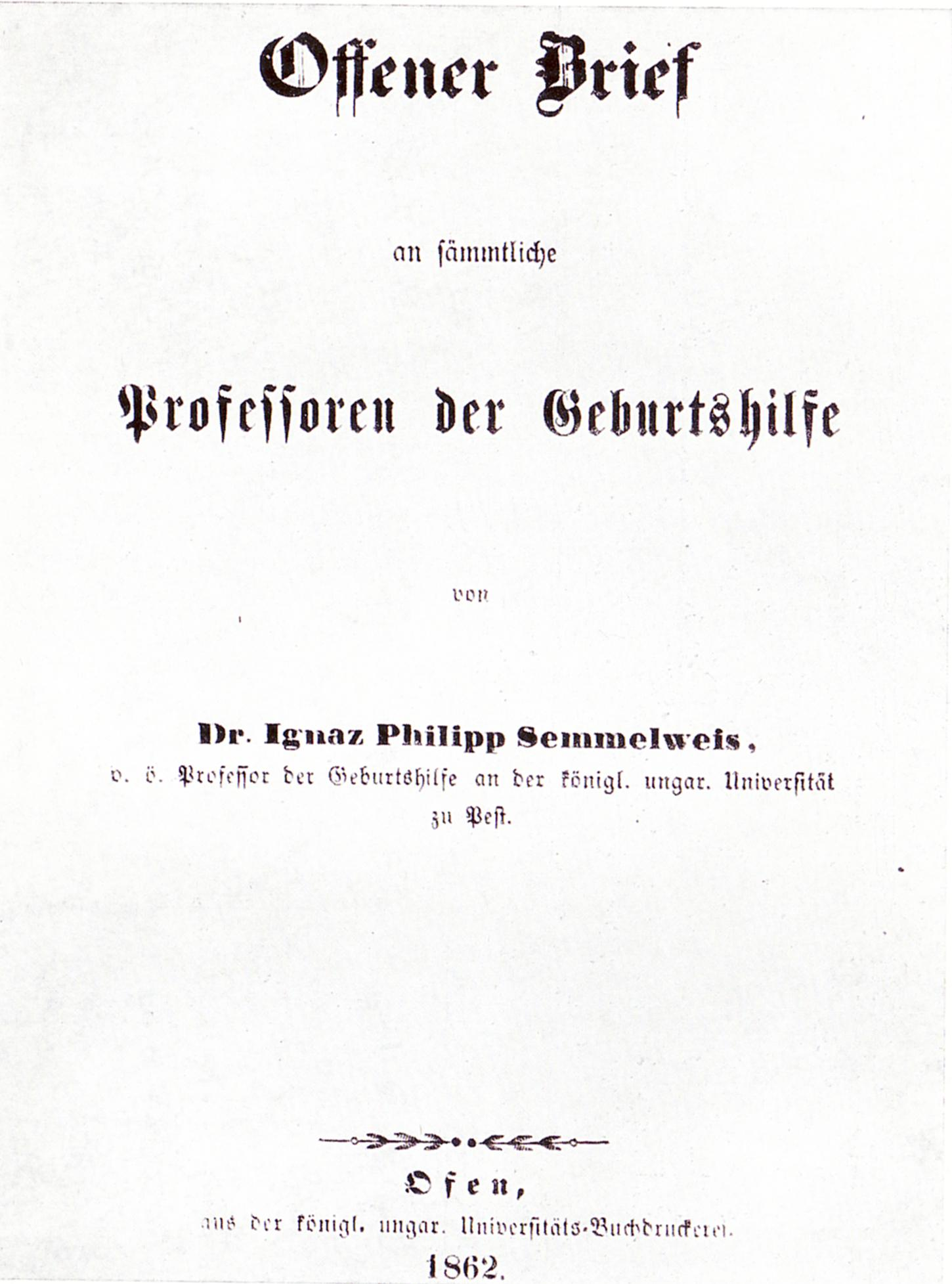
Carta abierta de Semmelweis a todos los profesores de obstetricia, 1862

A comienzo de 1861 Semmelweis sufrió problemas nerviosos, depresión severa y fallos de memoria. Retratos de 1857 a 1864 muestran su envejecimiento y en cada conversación volvía al tema de la fiebre puerperal.
Después de varias críticas desfavorables sobre su libro, Semmelweis se lanzó contra sus críticos en una serie de cartas abiertas que dirigió a varios importantes obstetras europeos incluyendo Joseph Späth (1823-1896, profesor de obstetricia en Viena y director de la Clínica Segunda), Friedrich Wilhelm Scanzoni (1821-1891, profesor de obstetricia en la Universidad de Wurzburgo en Alemania), Eduard Caspar Jacob von Siebold (1801-1861, profesor de ginecología en la Universidad de Berlín, Marburg y Göttingen). Estas cartas estaban llenas de amargura, desesperación y furia, y eran muy polémicas y a veces fuertemente ofensivas, denunciando a sus críticos como asesinos irresponsables e ignorantes. Semmelweis recurrió a Siebold para organizar una conferencia sobre la fiebre puerperal donde él estaría presente hasta que todos quedaran convencidos de su teoría.
A mediados de 1865 su comportamiento se volvió irritante y embarazoso para sus compañeros, también comenzó a beber sin moderación y estaba más tiempo sin su familia, a veces en compañía de una prostituta, y su esposa notó cambios en su comportamiento sexual. El 13 de julio de 1863 la familia Semmelweis visitó a unos amigos, y en esta visita el comportamiento de Semmelweis fue especialmente inapropiado.
La naturaleza exacta de la enfermedad de Semmelweis ha sido objeto de discusión. Codell Carter en su biografía de Semmelweis indica que no es posible conocer la naturaleza exacta de la enfermedad de Semmelweis, podría haber sido enfermedad de Alzheimer, un tipo de demencia asociada con el rápido declive de las facultades mentales y cambios de humor, también pudo haber sido sífilis terciaria, pues la sífilis era común entre los obstetras que examinaban miles de mujeres en instituciones benéficas, o podría haber sido un colapso emocional causado por exceso de trabajo y estrés.
En 1865, Semmelweis fue examinado por un pediatra amigo (János Bókay), y al cabo de unos días János Balassa (profesor de cirugía en la Universidad de Pest), János Wagner (un internista de Pest) y Janós Bókay subscribieron un informe para ingresar a Semmelweis en una institución mental. No existe constancia de que Balassa o Wagner examinaran a Semmelweis antes de firmar la orden de ingreso. Ninguno de estos tres médicos era psiquiatra y tampoco hay constancia de que Semmelweis fuera examinado por un psiquiatra antes de que se decidiera su ingreso en una institución para enfermos mentales. El 30 de julio, Ferdinand Ritter von Hebra le convenció con engaños para visitar un nuevo instituto en Viena, pero durante el viaje fue internado en una institución para enfermos mentales en Lazarettgasse (Landes-Irren-Anstalt in der Lazarettgasse).
Semmelweis sospechó lo que estaba ocurriendo, trató de huir y fue fuertemente golpeado por varios guardias, le colocaron una camisa de fuerza y lo encerraron en una celda oscura. Además del uso de la camisa de fuerza, el tratamiento en la institución mental incluyó duchas con agua fría y purgas con aceite de ricino, además de que las enfermeras abusaron de él y lo dejaban amarrado en su cama por horas, prueba de ello son las fracturas que presentó su cuerpo cuando fue exhumado posteriormente.
Semmelweis murió al cabo de dos semanas de su internamiento, el 13 de agosto, a la edad de 47 años, como resultado de una herida gangrenada posiblemente causada por las palizas. La autopsia (realizada por el equipo de Rokitansky) señaló como causa de la muerte piemia y envenenamiento de la sangre.
Fue enterrado en el cementerio Schmelzer de Viena el 15 de agosto, solo unas cuantas personas asistieron al funeral (no asistió su esposa) y breves noticias de su muerte aparecieron en revistas médicas en Viena y Budapest. Aunque las reglas de la asociación húngara de médicos y naturalistas especificaban la celebración de una sesión conmemorativa en honor de un miembro que había muerto el año anterior, tal sesión no se celebró y su muerte no fue nunca mencionada. Existen serias dudas sobre los acontecimientos que rodearon realmente la muerte de Semmelweis, e incluso parece que su historia clínica en la institución mental fue redactada después de su muerte, pues adolece de múltiples inconsistencias. Una teoría sería que todo fue una intriga para deshacerse de él, recordemos que para el momento de su muerte tenía a casi toda la comunidad médica en contra, ya que no aceptaban que ellos fueran los causantes de la enfermedad que querían curar.
La leyenda dice que Semmelweis entró en el pabellón de anatomía de la universidad lleno de alumnos, donde abrió un cadáver y con el mismo bisturí que había utilizado se provocó una herida (picadura anatómica), que le causó los mismos síntomas que habían sufrido las mujeres que tantas veces había visto morir de fiebre puerperal y, en última instancia, también la muerte, probando de esa forma la veracidad de sus tesis de forma póstuma. Es una historia irreal, por supuesto, pero durante mucho tiempo fue la tesis más aceptada sobre la muerte de Semmelweis.
Janos Diescher fue el sucesor de Semmelweis en la Clínica Maternal de la Universidad de Pest. Inmediatamente la tasa de mortalidad se sextuplicó, elevándose al 6%, pero los médicos de Budapest no expresaron ninguna queja y no hubo investigaciones ni protestas. Casi nadie ni en Viena ni en Budapest parece haber querido honrar la vida de trabajo de Semmelweis.
Los restos de Semmelweis fueron trasladados por su viuda al cementerio Kerepesi de Budapest en 1891 y en 1964 de nuevo a los jardines de su casa la cual alberga hoy un museo histórico y una biblioteca en su honor.

## Legado

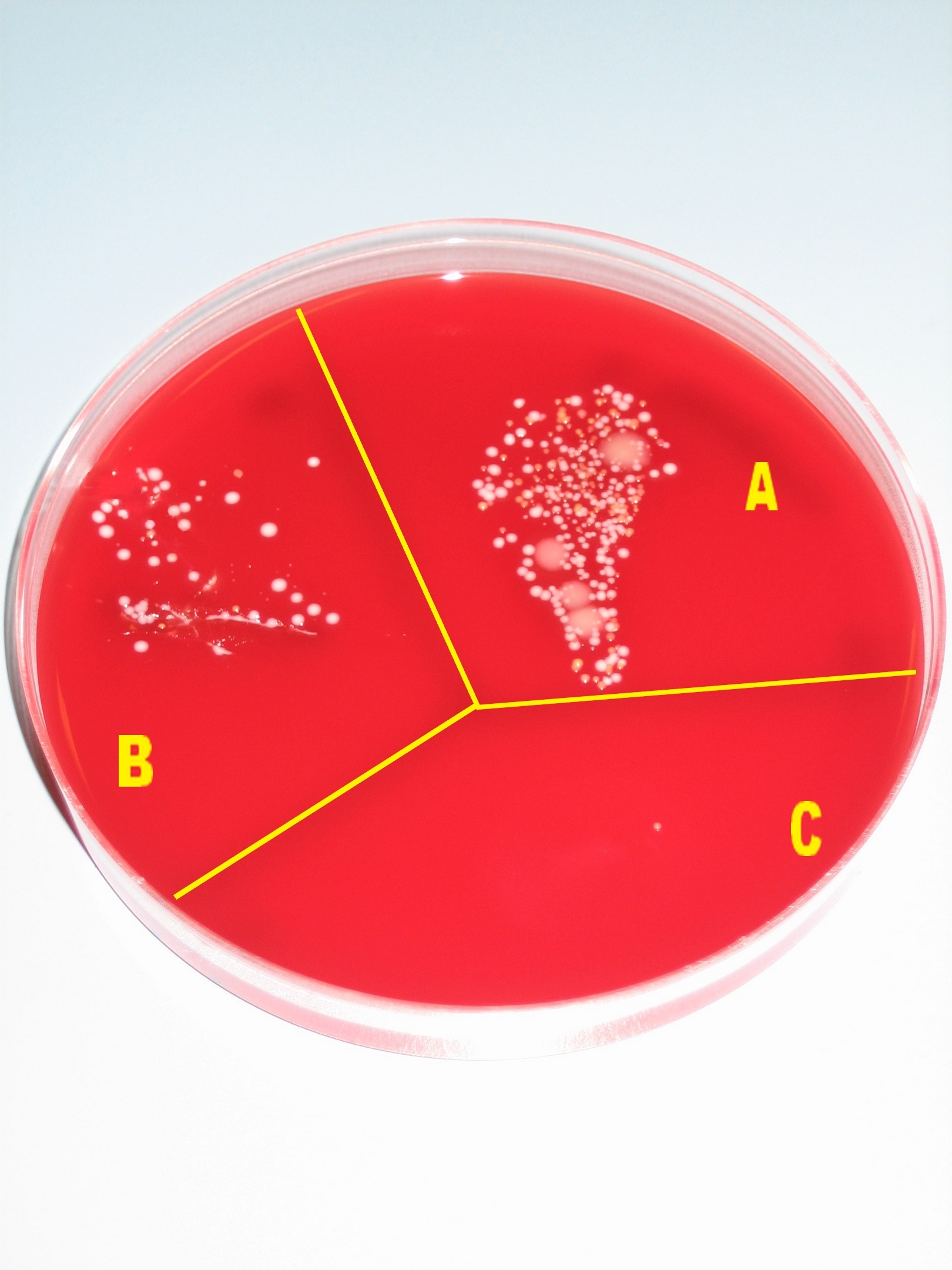
Cultivos microbianos (en agar sangre) demostrando la eficacia de la desinfección. Sin desinfección (A), después del lavado de manos con jabón (B) y después de desinfectarse con alcohol (C).

El consejo de Semmelweis sobre el lavado con hipoclorito fue mucho más influyente de lo que él se dio cuenta. Muchos médicos, particularmente en Alemania, fueron proclives a usar el procedimiento, pero prácticamente todos rechazaron su teoría básica de que la fiebre puerperal solo obedecía a una causa, la falta de limpieza.
El profesor Gustav Adolf Michaelis (1798-1848), director de la maternidad y de la escuela de matronas en Kiel, aceptó las sugerencias de Semmelweis y finalmente se suicidó porque se sintió responsable de la muerte de su propia sobrina por haberla examinado cuando dio a luz.
Solo tardíamente la evidencia observacional de Semmelweis fue aceptada, y 20 años más tarde el trabajo de Louis Pasteur ofreció una explicación teórica, la teoría de los gérmenes como causantes de enfermedad.
De esta manera, la historia de Semmelweis es frecuentemente usada en los cursos universitarios de contenido epistemológico, para demostrar las virtudes del empirismo o positivismo y proporcionar un marco histórico de qué tipo de conocimientos cuentan como científicos (y son aceptados) y cuáles no.
Se ha indicado con ironía que los críticos de Semmelweis se consideraban a sí mismos positivistas, pero incluso el positivismo tiene problemas al enfrentarse a teorías que parecen mágicas o supersticiosas, tales como la idea de que las partículas cadavéricas podían convertir a una persona en un cadáver por un simple contacto, sin conocer el mecanismo causal.
No se podía aceptar la idea de Semmelweis de que unas minúsculas partículas y una invisible cantidad de materia orgánica en putrefacción pudiese causar todos los casos de fiebre puerperal, idea que en ausencia de conocimiento de un mecanismo de replicación biológica pudo haber sido considerada tan improbable químicamente como la homeopatía.

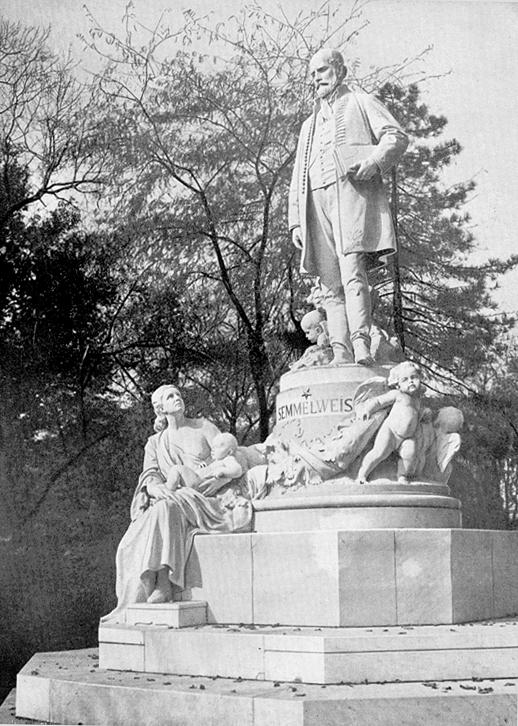
Estatua de Semmelweis en frente del Hospital Szent Rókus de Budapest, obra de Alajos Stróbl

Para sus coetáneos, Semmelweis parecía estar volviendo a las teorías especulativas de décadas anteriores que eran tan repugnantes a sus positivistas contemporáneos.
El llamado reflejo de Semmelweis es una metáfora de la conducta humana caracterizada por el rechazo automático al conocimiento nuevo por contradecir las normas, principios y paradigmas establecidos. Es nombrado así por Semmelweis, cuyas ideas fueron ridiculizadas y rechazadas por sus contemporáneos.
Otros legados de Semmelweis incluyen:
- Semmelweis es reconocido como pionero de la antisepsia.
- La Universidad Semmelweis dedicada a la medicina y ciencias de la salud en Budapest, capital de Hungría, lleva su nombre.
- El Semmelweis Orvostörténeti Múzeum (Museo Semmelweis de historia de la medicina) está establecido en su antigua residencia en Budapest, Hungría.
- El Semmelweis Klinik es un hospital para mujeres situado en Viena, capital de Austria.
- El hospital Semmelweis en Miskoik, Hungría.
- En 2008, Semmelweis fue seleccionado como motivo para una moneda conmemorativa en Austria.
- El 30 de marzo de 2020, mientras el mundo restringía las actividades por causa de la Pandemia de COVID-19, Google dedicó un Doodle a Semmelweiss y la técnica del lavado de manos.
- De sus contemporáneos que se opusieron al conocimiento y evidencia mostrada por Semmelweis, todos terminaron en el ostracismo.

### La fiebre puerperal después de Semmelweis
Como se indicó, las ideas de Semmelweis sobre la transmisión de la fiebre puerperal por contagio por agentes externos transmitidos durante las exploraciones y manipulaciones obstétricas, fueron aceptadas solamente después de su muerte, cuando Louis Pasteur desarrolló la teoría de los gérmenes como causantes de las infecciones.
Los primeros estudios sobre el origen infeccioso de la fiebre puerperal y los microorganismos causantes fueron realizados (poco antes de la muerte de Semmelweis) por Carl Mayrhofer, que paradójicamente también ocupó (desde 1862 a 1865) el puesto de asistente en la Clínica Primera de la Universidad de Viena, donde Semmelweis había instituido el lavado de manos con hipoclorito quince años antes. Mayerhofer desempeñó el puesto de asistente del Prof Carl Braun (competidor de Semmelweis para la plaza de profesor en Pest y sucesor del Profesor Klein en Viena). Mayerhofer demostró experimentalmente, en animales, la transmisión de la sepsis puerperal por microorganismos procedentes de otros animales infectados. Pero como en el caso de Semmelweis, sus resultados no fueron aceptados por la comunidad médica de Viena, y tras chocar abiertamente con Braun dejó su puesto en la Clínica Maternal.
Es interesante el hecho de que los primeros cultivos positivos fueron obtenidos por Pasteur en 1879, que pudo aislar estreptococos a partir de sangre de una paciente con fiebre puerperal y de un recién nacido con sepsis neonatal. Los microorganismos causantes de la fiebre puerperal son diversos, y en general la fiebre puerperal es una infección polimicrobiana, donde pueden participar estreptococos hemolíticos (p. ej. Streptococcus pyogenes o estreptococo grupo A), bacilos gram negativos facultativos (p. ej. Escherichia coli) y anaerobios (p. ej. Clostridium spp.). Como se ha indicado, la asociación entre fiebre puerperal y erisipela (causada por estreptococo grupo A) ya fue descrita por Alexander Gordon a finales del siglo XVIII.
Hoy día, el concepto fiebre puerperal no es aceptado como categoría diagnóstica y es más común identificar los órganos y tejidos afectados por la infección (p. ej., endometritis, peritonitis, …).

### Películas
- That Mothers Might Live, USA 1938: MGM (Director Fred Zinnemann) Oscar al mejor corto.
- Semmelweis, Hungría 1940: Mester Film (Director André de Toth).
- Semmelweis — Retter der Mütter, GDR 1950: DEFA (Director Georg C. Klaren).
- Ignaz Semmelweis – Arzt der Frauen, Alemania Occid./Austria 1987: ZDF/ORF (Director Michael Verhoeven).
- Semmelweis, Países Bajos 1994: Humanistische Omroep Stichting (Director Floor Maas).
- Docteur Semmelweis, Francia/Polonia 1995 (Director Roger Andrieux).
- Semmelweis (shortfilm), USA/Austria 2001: Belvedere Film (Director Jim Berry).
- Doce monos, USA 1995: (Director Terry Gilliam). Un enfermo mental se refiere a Semmelweis como ejemplo de una persona sana injustamente clasificada como loco por sus contemporáneos, después de describir cómo un camarero dejó su comida en el suelo en el restaurante y dijo que estaba bien porque negaba la teoría microbiana de la enfermedad.
- Semmelweis , Hungría 2023. (Director Lajos Koltai).

### Teatro
- "Semmelweis" de Jens Bjørneboe, en 1977 Studio Arena Theater en Buffalo, New York con Lewis J. Stadlen, Kathy Bates, y Kim Hunter. Y en 1978 en el Kennedy Center, Washington D. C. con Colin Blakeley. En 1981: Hartman Theater de Stamford, Connecticut.
- "What are you fighting for, Dr Semmelweis" de Titus Alexander, 1973. Y en julio de 1974 Churchill Theatre, Edimburgo, Escocia, × pupilos de Edinburgh Rudolf Steiner School Dramatic Society, con Simon Scott como Semmelweis y música compuesta × Mark Edwards. Tradujo al alemán Concilia Viegener como "Um was kämpfen Sie, Dr. Semmelweis?" realizada × la Escuela Steiner en Brasil.